# Joo Sae-hyuk
Joo Sae-hyuk (tiếng Hàn: 주세혁/ 朱世赫, sinh ngày 20 tháng 1 năm 1980 tại Seoul) là một vận động viên bóng bàn chuyên nghiệp người Hàn Quốc, người đã thay đổi cách mọi người nghĩ về lối đánh phòng thủ. Anh là thành viên của đội tuyển bóng bàn quốc gia Hàn Quốc.

## Lối đánh
Joo Sae-hyuk có lối đánh phòng thủ đặc trưng. Sử dụng một loạt những pha cắt bóng, anh có thể đánh trả bóng ở những khoảng cách rất xa và có độ xoáy rất lớn. Joo còn rất giỏi tấn công thuận tay, cách đánh này giúp anh kiểm soát được một phạm vi rộng. Joo là một trong số ít những vận động viên chuyên về phòng thủ có mặt trong Top 50 thế giới.

## Thông tin cá nhân
Joo cao 1,80 m, nặng 67 kg. Ngoài bóng bàn, anh thích chơi Bi-a và thi đấu lần đầu tiên vào năm 8 tuổi. Anh trở thành vận động viên của đội tuyển quốc gia vào năm 2001. Theo World Ranking ngày 1 tháng 3 năm 2007 của ITTF, anh xếp hạng 14 thế giới.

## Thành tích
- 2003: Á quân giải vô địch bóng bàn thế giới tại Paris, Pháp.
- 2006: Vào vòng tứ kết giải đấu Slovenia mở rộng.
- 2006: Huy chương vàng giải đấu Hàn Quốc mở rộng.